# Claudia Yurley Quintero Rolón
 (mars 2025).
Pour les articles homonymes, voir Rolón.
Claudia Yurley Quintero Rolón, née à Cúcuta le 3 décembre de 1980, est une leader sociale et activiste colombienne.
Elle milite pour les droits des femmes et des victimes de la traite des êtres humains en Colombie.

## Biographie
Née à Cúcuta près à la frontière commune à la Colombie et au Venezuela, elle est victime de déplacement forcé dans le cadre du conflit armé colombien, perpétré par le Bloc Catatumbo, un groupe paramilitaire, faisant à leurs dires partie des Autodéfenses unies de Colombie.
"La violence s'est installée dans notre ville avec des couvre-feux et la mort de voisins et d'amis. C'était le pain quotidien. Depuis mon plus jeune âge, j'ai été une leader social et j'ai subi différents types de violence de la part de groupes armés qui se battaient pour le contrôle du territoire. Finalement, j'ai été contrainte à déménager à Bogota parce que j'ai été déclaré cible militaire et que je devais quitter ma patrie si je voulais sauver ma vie."
Sous le gouvernement d'Álvaro Uribe Vélez (2002-2010), elle a été contrainte à l'exil en Argentine avec son compagnon et ses deux enfants, car son combat pour les droits humains l'a rendue victime de persécutions politiques en Colombie.
C'est dans ce pays que Claudia Quintero s'est familiarisé avec la problématique de la traite des êtres humains par l'intermédiaire de Red Alto al Tráfico y la Trata de Personas (RATT), où elle a contribué au sauvetage d'au moins 200 Colombiens victimes de ce fléau.
Elle est directrice d'Anne Frank, une société fondée le 19 mars 2010 à Bogotá, en Colombie, par des victimes du conflit armé, dans le but d'améliorer la qualité de vie et le bien-être commun, et de promouvoir et protéger les droits humains des populations vulnérables dans le pays.
Depuis la Corporation Anne Frank, Claudia Quintero Rolón a axé son combat sur la défense des victimes de la traite des êtres humains à l'intérieur de la Colombie, en particulier dans le quartier du Bronx, aujourd'hui disparu, au centre de Bogota,.
En outre, depuis cette ONG, Claudia Quintero travaille à la formation d'espaces de défense des victimes et de plaidoyer politique, en produisant des rapports et en présentant des dénonciations publiques et en cherchant des solutions aux problèmes qui ont causé la guerre en Colombie, en publiant des documents de recherche et des communiqués de presse qui rendent visibles les cas de violation des droits de l'homme dans le cadre du conflit armé colombien et en termes de migration, de déplacement forcé, de refuge et de trafic d'êtres humains,.

### Menaces
Après être retournée en Colmbie, Claudia Quintero a été la cible de menaces en raison du travail qu'elle mène pour la défense des femmes et des victimes de la traite des êtres humains. En novembre 2018, elle a été victime d'une attaque à l'arme à feu, dont elle est sortie indemne grâce à l'action rapide du dispositif de sécurité fourni par l'Unité de protection nationale. En janvier 2020, elle a demandé une protection supplémentaire au gouvernement d'Iván Duque,.

### Discours sur la dignité, devant la Cour Constitutionnelle
Le 16 août 2018, Claudia Quintero Rolón a prononcé le « Discurso de la Dignidad » devant les juges de la Cour constitutionnelle de Colombie, dans le cadre de l'audience publique convoquée par cette juridiction pour définir l'étendue des compétences des entités territoriales dans la réglementation de l'utilisation des terres dans le déroulement d'actes prostitutionnels,.

## Distinctions
En 2022, elle est élue Mujer Cafam, parmi 29 candidats, représentant un nombre égal au nombre de départements du territoire national,.
- 35ème prix Mujer Cafam, Bogotá en Colombia, 2022 [16],[17]